# 吉野安雄
吉野 安雄（よしの やすお、1930年10月30日 - ）は、日本のテレビ演出家、脚本家。静岡県富士宮市出身。

## 主な作品

### テレビ
※いずれも監督
- 忍者部隊月光（1964年、CX / 国際放映）
- 男は太郎（1964年、CX）
- 甲州遊侠伝 俺はども安（1965年、CX）
- おヽい雲!（1965年 - 1966年、MBS）
- 泣いてたまるか（1966年 - 1968年、TBS / 国際放映）※第58話のみ
- あなたならどうする5 影を追う女（1967年、TBS）
- 人魚と野郎（1967年、NET）
- 平四郎危機一発（TBS / 東宝）
  - 平四郎危機一発（1967年 - 1968年）
  - 新平四郎危機一発（1969年 - 1970年）
- 東京コンバット（1968年 - 1969年、CX / 東宝）
- ウルトラシリーズ（TBS / 円谷プロ）
  - ウルトラマンA（1972年）
  - ウルトラマンタロウ（1973年）
- 愛と悲しみのとき（1973年、CX）
- 昼さがりの化粧（1973年、KNB）

### 映画
- 惑星ロボ ダンガードA対昆虫ロボット軍団（1977年、東映動画） - 脚本